# Chełmienko
Chełmienko (niem. Wilhelmsberg) – niezamieszkana kolonia w Polsce położona w województwie zachodniopomorskim, w powiecie choszczeńskim, w gminie Bierzwnik. W latach 1975–1998 miejscowość administracyjnie należała do województwa gorzowskiego. Miejscowość wchodzi w skład sołectwa Górzno.

## Geografia
Kolonia leży ok. 3,5 km na północ od Górzna.